# Castell de la Mola
El Castell de la Mola està situat sobre un xicotet turó a 360m d’altitud en relació amb la mar i dista 3km de la població de Novelda, en direcció nord-oest. Des d’aquest turó domina visualment la vall mitjana del Vinalopó i forma part de la xarxa de castells i torres que durant l'Edat Mitjana van constituir un important sistema de control i defensa del territori andalusí enfront dels regnes cristians de Castella i Aragó.

## Característiques
El primer assentament que coneixem se situava en el vessant sud i corresponia a un poblat de l'Edat de Bronze. En època islàmica (segle X) es construeix i habita un recinte fortificat. Destaca de l’època musulmana, amb l’arribada dels almohades (segle xii), la construcció del castell format per dos recintes: el «albacar», espai protegit per una muralla i utilitzat com a refugi per la població assentada en les alqueries rurals situades a la vall de Novelda, i un segon espai, format per la fortalesa amb una línia de muralla i diverses torrasses de defensa.
La seua planta és poligonal amb huit cubs quadrangulars, dels quals actualment només queden quatre, dos d’ells emmascarats, amb una torre quadrada exempta en el seu interior de 9m de costat per 11 d’altura, en l’actualitat desmotxada en faltar-li una altura, que compta amb una sala inferior il·luminada per una espitllera. S'entra a la torre per una porta de mig punt i situada en altura. Tot això de fàbrica de tapial, sobre base de paredat.
Després de la conquesta cristiana del Castell per les hosts de l'Infant Alfons de Castella, terres i fortalesa van passar a la Corona Castellana. Amb la signatura del Pacte d’Elx el 1305, el Castell i les seues dependències passen a la Corona Catalanoaragonesa per a formar part aquestes terres del Regne de València. És llavors quan la fortalesa és donada a Donya Blanca d’Anjou, esposa de Jaume II, qui ordena la reconstrucció dels seus deteriorats murs per a realitzar durant el segle xiv una sèrie de reformes en el recinte fortificat i per a construir en el seu flanc nord-oest una magnífica torre triangular. La torre de 15 m. de costat per 17 m. d’altura no té paral·lels coneguts fins a l’actualitat; és de fàbrica de mamposteria, amb reforç d’obra de pedra a les cantonades. S'accedeix a ella per una porta de mig punt orientada al nord-oest i situada en altura, de fàbrica d’obra de carreus. Té dues plantes i la seua il·luminació interior es realitza a través de diverses espitlleres.
A mitjan segle xiii, el castell de la Mola queda despoblat en ser conquistat per les hosts cristianes de l’Infant Alfons de Castella. Els musulmans, emigren o s'assenten en el que es convertirà en l’actual centre urbà de Novelda, formant un nucli important de població mudèjar.
En funció de la importància estratègica de la fortalesa, en el segle xiv, amb Jaume II d’Aragó, el castell serà novament ocupat, ara per nova població cristiana, construint-se la singular Torre triangular. Durant els segles XIV-XV, el castell va pertànyer a diverses famílies nobiliàries i les seues torres van ser importants elements de defensa i comunicació des d’on s'emetien senyals visuals de fum per a avisar del perill d’atac a les poblacions de Novelda i dels castells de Petrer, Montfort, Agost i Asp.
Les diferents campanyes d’excavacions portades a terme a l’interior del recinte fortificat, ens han portat a identificar diverses estances domèstiques com aljubs, cuina amb rebost i bancs correguts, un espai d’emmagatzematge d’aliments, sala de banquets i un molí entre altres dependències, que permeten conéixer aspectes de la vida quotidiana dels seus habitants en les seues diverses etapes històriques; tot això documentat i exposat en el Museu Històric Artístic de la ciutat.
Des de 1931 està declarat Bé d’Interés Cultural.